# Crassula cremnophila
Crassula cremnophila är en fetbladsväxtart som beskrevs av E. van Jaarsveld och A. E. van Wyk. Crassula cremnophila ingår i släktet krassulor, och familjen fetbladsväxter. Inga underarter finns listade i Catalogue of Life.